# 拉尔纳日
拉尔纳日（法語：Larnage，法語發音：[laʁnaʒ]）是法国德龙省的一个市镇，属于瓦朗斯区。

## 地理
拉尔纳日（45°5'49"N, 4°51'50"E）面积9.08 平方千米，位于法国奥弗涅-罗讷-阿尔卑斯大区德龙省，该省份为法国东南部内陆省份，北起顺时针与伊泽尔省、上阿尔卑斯省、上普罗旺斯阿尔卑斯省、沃克吕兹省和阿尔代什省接壤。
与拉尔纳日接壤的市镇（或旧市镇、城区）包括：尚特梅勒莱布莱、克罗兹埃尔米塔日、埃罗姆、梅尔屈罗勒-沃讷、坦莱尔米塔日。

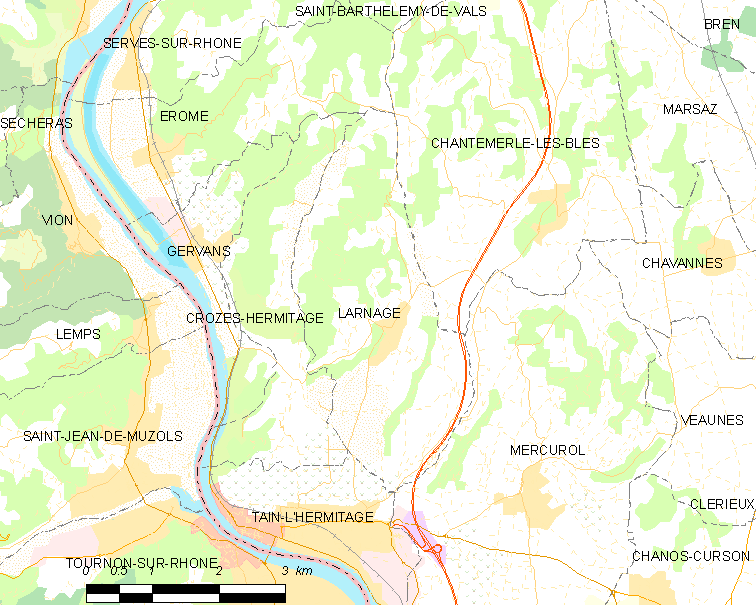
拉尔纳日的OSM定位图

拉尔纳日的时区为UTC+01:00、UTC+02:00（夏令时）。

## 行政
拉尔纳日的邮政编码为26600，INSEE市镇编码为26156。

## 政治
拉尔纳日所属的省级选区为坦莱尔米塔日县。

## 人口

1962-2008年间拉尔纳日人口变化图示

拉尔纳日于2022年1月1日时的人口数量为1029人。